# Crioconita

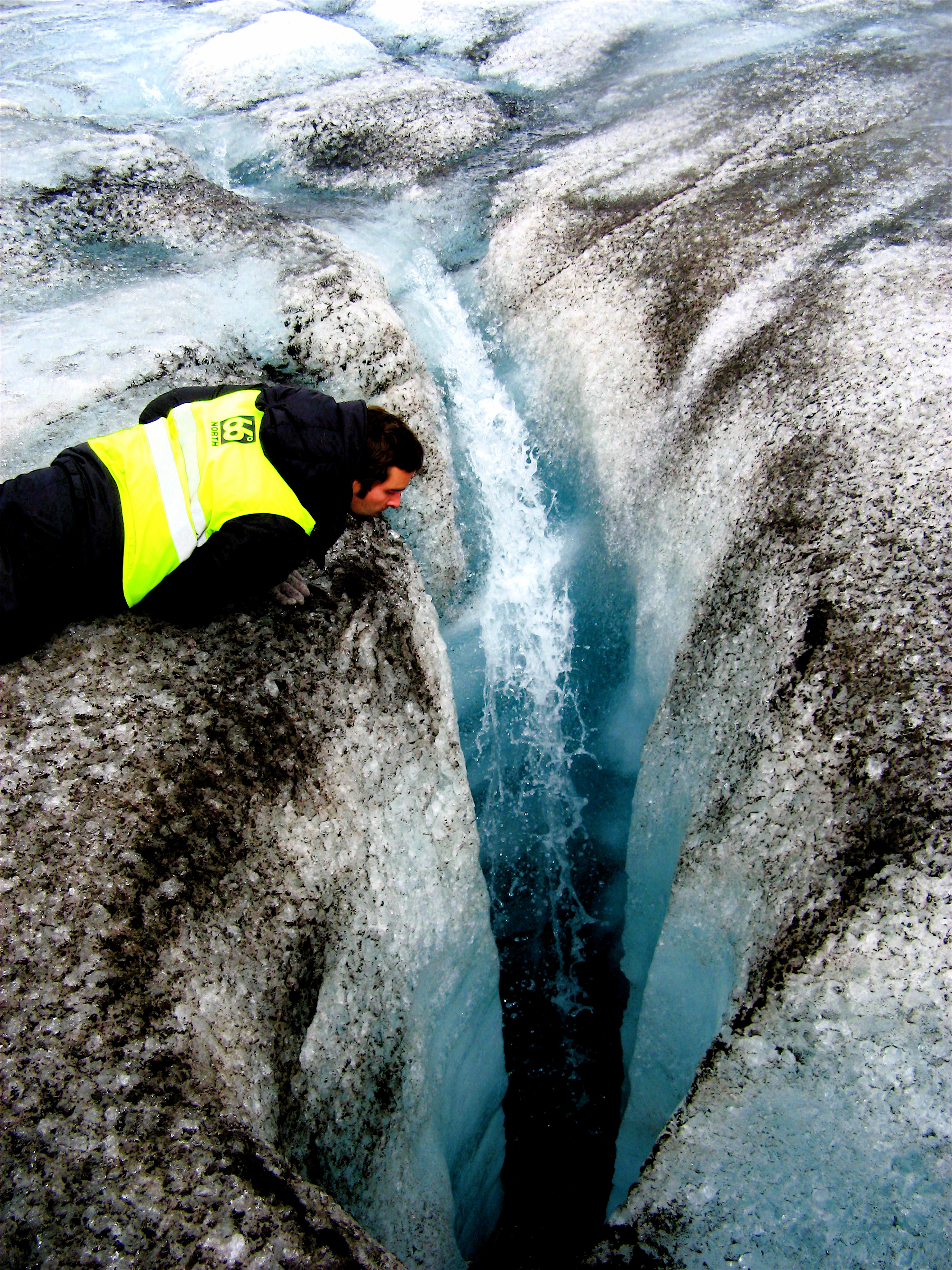
Capa de crioconita sobre la superfície d'una glacera

La crioconita és una mena de fang format per residus de combustió de motors, incendis, centrals tèrmiques, erupcions volcàniques, etc., que presenta un color molt fosc i, en ser dipositada pel vent sobre el gel de glaceres o de la banquisa, en redueix considerablement l'albedo i n'accelera la fusió, produint sovint uns forats generalment subcirculars de dimensions variables.